# Guts of a Virgin
Guts of a Virgin es el primer álbum del grupo de Jazz rock Painkiller, una banda con John Zorn, Bill Laswell y Mick Harris . Contiene doce pistas y fue lanzado en 1991 en Toy's Factory en Japón y Earache Records en Inglaterra.

## Carátula
La portada, que muestra a una mujer calva con su interior expuesto, fue censurada, incautada y destruida el primer envío en el Reino Unido después de ser confiscado por ser obsceno.

## Recepción de la crítica
The Quietus calificó el álbum como "intenso pero aún así algo que podrías llamar ' rock '". Trouser Press lo llamó una "exposición de thrash jazz versátil", escribiendo que "cada instrumento ocupa su propio terreno sónico, combinándose en una expansión de death metal inesperado".

## Listado de pistas
| N.º   | Título                      | Duración |  |
| 1.    | «Scud Attack»               | 3:07     |  |
| 2.    | «Deadly Obstacle Collage»   | 0:21     |  |
| 3.    | «Damage to the Mask»        | 2:43     |  |
| 4.    | «Guts of a Virgin»          | 1:19     |  |
| 5.    | «Handjob»                   | 0:10     |  |
| 6.    | «Portent»                   | 4:00     |  |
| 7.    | «Hostage»                   | 2:24     |  |
| 8.    | «Lathe of God»              | 0:56     |  |
| 9.    | «Dr. Phibes»                | 3:00     |  |
| 10.   | «Purgatory of Fiery Vulvas» | 0:26     |  |
| 11.   | «Warhead»                   | 1:12     |  |
| 12.   | «Devil's Eye»               | 4:37     |  |
| 24:14 |                             |          |  |

## Personal
- John Zorn - saxofón alto, voz
- Bill Laswell – bajo
- Mick Harris - batería, voz

Producción
- Wes Naprstek – ingeniería
- Howie Weinberg – masterización
- Oz Fritz – mezclando
- Lisa pozos – fotografía
- Tanaka Tomoyo, Anthony Lee – diseño

Publicación
- MPO – publicación
- Earache – editorial